# La Valira
La Valira är Andorras största flod. Den är 35 km lång och börjar vid sammanflödet av Riu Valira d'Orient och Riu Valira del Nord i Escaldes-Engordany. Den passerar Andorra la Vella och mynnar i Segre vid La Seu d'Urgell i Spanien.